# バグジー・マグロー
バグジー・マグロー（Bugsy McGraw、本名：Michael Davis、1945年11月1日 - ）は、アメリカ合衆国の元プロレスラー。ノースカロライナ州シャーロット出身。
現役選手時代は巨漢のラフ&パワーファイターとして、WWWFやNWAなどのメジャーテリトリーで活躍。日本にも、昭和期の各団体に参戦した。

## 来歴

### デビュー〜1970年代
1967年に黒人レスラーのトム・ジョーンズのトレーニングを受けてデビュー。デトロイトやインディアナポリスなどの五大湖エリアから南部のテキサスやフロリダ、さらにはハワイなどNWAの各テリトリーを転戦し、リングネームを様々に変えてキャリアを積む。フロリダでは覆面を被り、マスクマンのザ・ビッグO（The Big "O" ）に変身したが、マスクと髪の毛を賭けたコントラ・マッチでジョー・スカルパに敗れ、覆面を剥がされた。
その後、ビューティフル・ブルータス（Beautiful Brutus）と名乗るスキンヘッドの巨漢ヒールとなり、後の主戦場となるフロリダでは1969年9月3日、マイアミにてグレート・マレンコを破りブラスナックル王座を獲得した。1970年上期にはネブラスカ州オマハを拠点とするAWAのミッドウエスト地区において、スタン・プラスキーやカウボーイ・ボブ・エリスとAWA中西部ヘビー級王座を争った。同年10月より太平洋岸のサンフランシスコ地区にて、マイティ・ブルータス（Mighty Brutus）の名義で活動。1972年3月、このリングネームで日本プロレスに初来日、日本プロレス最後のワールドリーグ戦となった第14回大会に参加している。ジャイアント馬場、坂口征二、大木金太郎のトップ3には連敗したものの、吉村道明やミツ・ヒライなどの中堅勢からは勝利を収め、外国人陣営ではゴリラ・モンスーン、アブドーラ・ザ・ブッチャー、ディック・マードック、カリプス・ハリケーンに次ぐ戦績を残した。
1973年からはザ・ブルート（The Brute）に改名してカナダのバンクーバー地区に参戦、3月29日にジン・キニスキーからNWA太平洋岸ヘビー級王座を奪取し、以降もシーン・リーガンやジョージ・ゴーディエンコとタイトルを争った。日本にもザ・ブルートとして1974年3月に国際プロレスに来日しており、ラッシャー木村やグレート草津と金網デスマッチで対戦。3月31日には釧路にて、ジム・ブランゼルと組んで木村&草津のIWA世界タッグ王座に金網タッグ・デスマッチで挑戦した。
シリーズ中は、国際プロレスに特別参戦していたジャイアント馬場とも度々対戦している。その後はサンフランシスコ地区に戻り、1975年1月25日にピーター・メイビアから同地区認定のUSヘビー級王座を奪取した。
1975年の下期より、「ばい菌」「害虫」などを指す蔑称の "Bugsy" を冠したバグジー・マグロー（Bugsy McGraw）のリングネームでWWWFに登場。キャプテン・ルー・アルバーノをプレイング・マネージャーに迎え、9月6日にニューヨークのマディソン・スクエア・ガーデンでブルーノ・サンマルチノと対戦。以降も12月8日にメリーランド州ランドーバー、翌1976年1月10日にマサチューセッツ州スプリングフィールドにて、サンマルチノのWWWFヘビー級王座に挑戦した。WWWFではヒールの中堅として、ゴリラ・モンスーン、ボボ・ブラジル、ヘイスタック・カルホーン、チーフ・ジェイ・ストロンボー、イワン・プトスキーなどのベビーフェイス勢と対戦。ザ・ブラックジャックス（ブラックジャック・マリガン&ブラックジャック・ランザ）、イワン・コロフ、アーニー・ラッド、スーパースター・ビリー・グラハム、スパイロス・アリオンといった大物ヒールのパートナーにも起用され、トニー・パリシ&ルイ・セルダンが保持していたWWWF世界タッグ王座にも度々挑戦した。
1976年の終盤からはザ・ブルートの名義で中南部のNWAトライステート地区に出場、11月から12月にかけてザ・スポイラーやテッド・デビアスとトライステート版の北米ヘビー級王座を争っている。1977年はバグジー・マグローとしてオーストラリアに遠征し、ブッチャー・ブラニガンやマリオ・ミラノと組んでNWA豪亜タッグ王座を獲得。同年はジャイアント馬場も海外遠征で来豪しており、4月1日にシドニー、翌2日にメルボルンにて、両者のシングルマッチが行われた（結果はいずれもマグローの反則負け）。
以降、リングネームを「バグジー・マグロー」に定着させ、1978年4月には新日本プロレスの第1回MSGシリーズに参加。予選トーナメント1回戦で山本小鉄、2回戦でトニー・ガレアを破り決勝リーグに進出し、アントニオ猪木、藤波辰巳、上田馬之助、アンドレ・ザ・ジャイアントらと公式戦で対戦した。

### 1980年代〜引退後
1970年代末からはNWAフロリダ地区（エディ・グラハムが主宰していたチャンピオンシップ・レスリング・フロム・フロリダ）を主戦場に、悪徳マネージャーのサー・オリバー・フンパーディンクのファミリーに加入。"バッド・バッド" レロイ・ブラウンとの巨漢コンビでダスティ・ローデスやジャック・ブリスコと流血戦を演じたが、1980年3月にフンパーディンクと仲間割れしてベビーフェイスに転向。アンコ型の巨体に禿頭の髭面という正義のヒーローには程遠い風貌ながら、そのコミカルで陽気なキャラクターが子供たちに支持され、ローデスに次ぐ同地区の人気者となる。
以降もフロリダに定着して、ドン・ムラコ、イワン・コロフ、ニコライ・ボルコフ、バロン・フォン・ラシク、マサ・サイトー、ディック・スレーター、ザ・ファンクス、ボビー・ジャガーズ、R・T・タイラー、ハンス・シュローダーらヒール勢と抗争を展開した。その間、テキサス州ダラスのWCCWにも参戦し、1980年12月12日にブルーザー・ブロディからテキサス・ブラスナックル王座を奪取。主戦場のフロリダでは1981年3月5日と4月15日にハーリー・レイスのNWA世界ヘビー級王座に挑戦し、引き分けに持ち込んでいる。
1981年5月にはジャック・ブリスコの斡旋で全日本プロレスに来日、再びヒールターンしてザ・シークのタッグパートナーを務め、ジャンボ鶴田&リッキー・スティムボートなどのチームと対戦、ジャイアント馬場とのシングルマッチも組まれた。帰国後もヒールのポジションでテネシー州メンフィスのCWAに登場。ジミー・ハートをマネージャーにジェリー・ローラーやビル・ダンディーと対戦し、スティーブ・カーンとNWAミッドアメリカ・ヘビー級王座を争った。

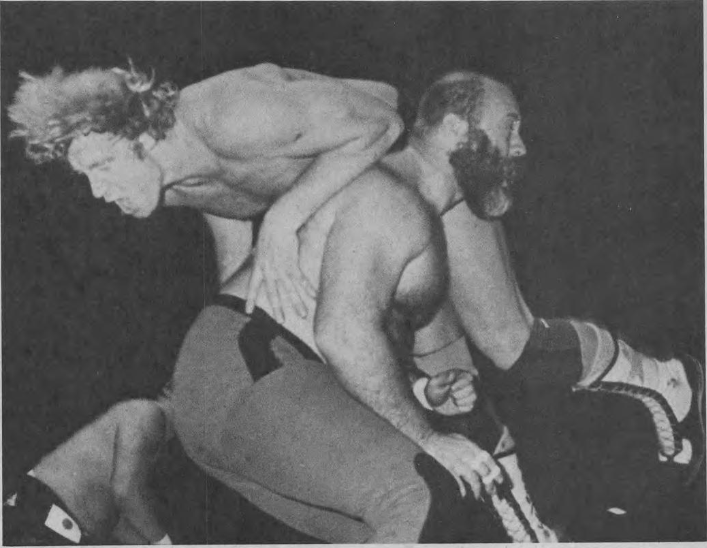
デビッド・フォン・エリックをショルダー・スルーで投げるマグロー（1982年）

1981年末よりダラスのWCCWに再登場し、12月26日にザ・グレート・カブキを破ってNWAアメリカン・ヘビー級王座を獲得。翌1982年4月11日には若手時代のキングコング・バンディをパートナーに、ケリー・フォン・エリック&アル・マドリルからNWAアメリカン・タッグ王座も奪取している。同年6月4日にテキサス・スタジアムで行われたフリッツ・フォン・エリック引退興行ではアンドレ・ザ・ジャイアントとのシングルマッチが組まれた。
その後はベビーフェイスに戻り、1983年もNWAの主要テリトリーを転戦。ジム・クロケット・ジュニアの運営するNWAミッドアトランティック地区ではルーファス・R・ジョーンズや "ブギウギ" ジミー・バリアントとタッグを組み、7月20日にはジョーンズとのコンビでワンマン・ギャング&ケリー・キニスキーからNWAミッドアトランティック・タッグ王座を奪取。11月24日に開催された『スターケード』の第1回大会にも出場した。
1984年3月には全日本プロレスに再来日。開幕戦でスタン・ハンセンの試合に乱入して喧嘩を売り、3月30日に茨城県古河市にて、当時ハンセンが保持していたPWFヘビー級王座に挑戦。ウエスタン・ラリアットを封じるべくハンセンの左腕を徹底的に攻撃したが、右腕のラリアット一発でフォール負けした。なお、ハンセンとマグローはジム・バーネット主宰のNWAジョージア地区でタッグを組んでおり、1983年のクリスマスにアトランタのオムニ・コロシアムにおいてロード・ウォリアーズと対戦したことがある。
1984年はメンフィスのCWAにもベビーフェイスとして再登場し、ランディ・サベージが保持していたミッドアメリカ・ヘビー級王座に連続挑戦。同年夏からは古巣のフロリダに復帰して、ワフー・マクダニエルやブラックジャック・マリガンとのベテラン・コンビで活躍。1985年はファビュラス・フリーバーズ（マイケル・ヘイズ、テリー・ゴディ、バディ・ロバーツ）、ミッシング・リンク、アブドーラ・ザ・ブッチャー、リック・ルード、ジェシー・バー、ヘラクレス・ヘルナンデス、リップ・ロジャースなどと対戦している。その後、WWFの全米進出が始まってNWAの各テリトリーが形骸化したこともあり、1991年に引退した。
引退後はセントラル・フロリダの医療機関で看護師の業務に就いている。フロリダで行われるオールドタイマーのリユニオン・イベントにも参加しており、2005年1月29日の "WrestleReunion" にはグレッグ・バレンタイン、ジェイク・ロバーツ、チャボ・ゲレロ・シニアらと共にバトルロイヤルに出場（当日はローデス、レイス、ファンクス、ブッチャー、ロディ・パイパー、ジミー・スヌーカ、カウボーイ・ボブ・オートン、マスクド・スーパースターなども参加し、エキシビション・マッチを行っている）。同年9月10日の "WrestleReunion 3" ではザ・ウォーロードから勝利を収めた。
2009年は、6月18日収録（7月2日放送）のTNA『iMPACT!』にミック・フォーリーのセキュリティとして登場。同年10月1日には、WWEの下部団体FCWのハウス・ショーにも顔を見せた。
2012年3月31日にマイアミビーチで行われたプロレスリング・スーパースターズ主催の "Tribute To Championship Wrestling From Florida" では、メインイベントのタッグチーム・エリミネーション・マッチにおいて、ベビーフェイス陣営のマイク・グラハム、ブライアン・ブレアー、カルロス・コロン、ラニー・ポッフォ組のセコンドを務めた。
2019年には編集者との共著による自伝を発表した。

## 得意技
- エルボー・ドロップ
- ダイビング・ボディ・プレス
- ベアハッグ

## 獲得タイトル
アメリカン・レスリング・アソシエーション
- AWA中西部ヘビー級王座：1回[6]

パシフィック・ノースウエスト・レスリング
- NWAパシフィック・ノースウエスト・タッグ王座：1回（w / トニー・ボーン）[42]

NWAオールスター・レスリング
- NWA太平洋岸ヘビー級王座：2回[8]
- NWAカナディアン・タッグ王座（バンクーバー版）：3回（w / マイク・ウェブスター、ジン・キニスキー、ミスターX）[43]

NWAサンフランシスコ
- NWA USヘビー級王座（サンフランシスコ版）：1回[11]

NWAトライステート
- NWA北米ヘビー級王座（トライステート版）：1回[15]
- NWA USタッグ王座（トライステート版）：1回（w / ドクターX）[44]

ワールド・チャンピオンシップ・レスリング（オーストラリア）
- NWA豪亜タッグ王座：2回（w / ブッチャー・ブラニガン、マリオ・ミラノ）[16]

チャンピオンシップ・レスリング・フロム・フロリダ
- NWAフロリダ・ヘビー級王座：1回[45]
- NWAフロリダ・タッグ王座：2回（w / パク・ソン、ソー・ザ・バイキング）[46]
- NWAフロリダ・TV王座：2回[47]
- NWAフロリダ・ブラスナックル王座：1回[5]
- NWA USタッグ王座（フロリダ版）：1回（w / ダスティ・ローデス）[48]

コンチネンタル・レスリング・アソシエーション
- NWAミッドアメリカ・ヘビー級王座：1回[27]

ワールド・クラス・チャンピオンシップ・レスリング
- NWAテキサス・ブラスナックル王座：3回[23]
- NWAアメリカン・ヘビー級王座：1回[28]
- NWAアメリカン・タッグ王座：1回（w / キングコング・バンディ）[29]
- NWA世界タッグ王座（ワールド・クラス版）：1回（w / ワイルド・ビル・アーウィン）[49]
- WCCW TV王座：1回[50]

ミッドアトランティック・チャンピオンシップ・レスリング
- NWAミッドアトランティック・タッグ王座：1回（w / ルーファス・R・ジョーンズ）[31]

イースタン・スポーツ・アソシエーション
- ESA北米ヘビー級王座（マリタイム版）：2回[51]